# Jessica Johnson
Jessica Johnson (* 1981) ist eine britische Schauspielerin.

## Leben
Jessica Johnson stammt aus Newcastle upon Tyne in der nordostenglischen Grafschaft Tyne and Wear. Ihre schauspielerische Ausbildung erwarb sie 1998–99 am National Youth Theatre sowie 1998 und 2006–08 am Newcastle Performance Collage. Außerdem besuchte sie mehrere RSC Workshops. Jessica Johnson ist überwiegend als Theaterschauspielerin tätig. In ihrer Tätigkeit als Filmschauspielerin wurde sie im deutschsprachigen Raum durch die tragende Rolle der Kassiererin Donna in der 2004 entstandenen Filmkomödie Italienische Verführung bekannt.

## Filmografie (Auswahl)
- 2003 Girls Club
- 2004 Italienische Verführung (School for Seduction)
- 2006 Wire in the Blood
- 2006 Girl
- 2007 Fantasy Woman
- 2008 Dear Mum
- 2009 Touch of Red